# Henry Wrigley
Vous lisez un « bon article » labellisé en 2017.
Pour les articles homonymes, voir Wrigley.
Henry Neilson Wrigley, né le 21 avril 1892 à Melbourne et mort le 14 septembre 1987 dans la même ville, est un haut commandant de la Force aérienne royale australienne (RAAF).
Il compte parmi les membres fondateurs de la RAAF en 1921 et y occupe divers postes d'administrateur au cours des premières années de l'organisation. En 1936, il est promu group captain et prend le commandement des bases aériennes Williams de Laverton. Promu air commodore peu de temps après le début de la Seconde Guerre mondiale, il devient air member for personnel en 1940 et prend en charge l'organisation de la Women's Auxiliary Australian Air Force, récemment créée. En 1941, il nomme Clare Stevenson dirigeante de cette nouvelle organisation. Wrigley est également promu Air officer commanding au RAAF Overseas Headquarters à Londres à partir de septembre 1942 jusqu'à sa retraite de l'armée en juin 1946. Il est décoré de l'Ordre de l'Empire britannique, du Distinguished Flying Cross et de l'Air Force Cross. 
Il meurt en 1987 à l'âge de quatre-vingt-quinze ans. Les écrits racontant ses exploits aériens sont alors recueillis et publiés à titre posthume sous le titre The Decisive Factor, en 1990.

## Jeunesse et études
Henry, fils de Beatrice et Henry Wrigley, naît le 21 avril 1892 à Collingwood, une banlieue de Melbourne,. Il effectue ses formations au Richmond Central School puis au Melbourne High School et rejoint plus tard la Australian Army Cadets. Après la fin de ses études à l'université de Melbourne, il est engagé comme professeur dans une école publique, alors qu'il veut à tout prix poursuivre une formation militaire afin de pouvoir servir plus tard son pays. En effet, la jeunesse australienne souffre à cette époque d'une comparaison incessante avec les Britanniques, ce qui par la suite engendre un certain complexe d'infériorité. Ce sentiment ravive d'autant plus une certaine fierté lors de l'engagement de l'Australie dans la Première Guerre mondiale. L'historien Charles Bean explique par ailleurs l'importance de l'implication des Australiens dans cette guerre, qui a cependant coûté cher à cette jeune nation. C'est dans ce contexte de fierté et de frustration que Wrigley s'engage dans l'Armée de réserve australienne peu de temps avant le début de la Première Guerre mondiale,. Il rejoint alors l'Australian Flying Corps (AFC) le 5 octobre 1916. Le jeune Wrigley décide ensuite de suivre une formation pour devenir pilote, sous la tutelle du lieutenant Eric Harrison au Central Flying School RAAF à Point Cook, avant de quitter Melbourne le 25 octobre à bord d'un navire militaire, en direction de l'Europe,.

## Première Guerre mondiale
Pour un article plus général, voir Première Guerre mondiale.

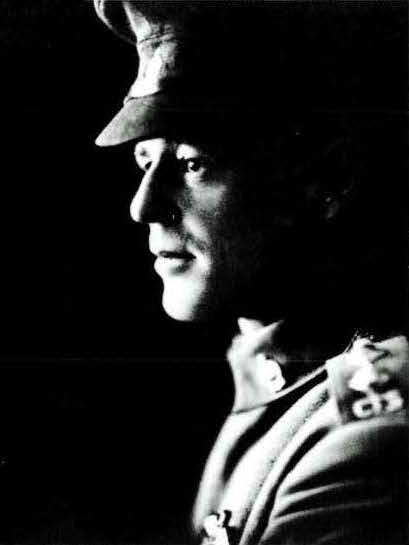
Henry Wrigley en 1917.

En mars 1916, les unités d'infanterie de l'AIF sont transférées d'Égypte en Europe pour servir sur le front de l'Ouest. La 2e division est la première à arriver en France, suivie de la 1re division, tandis que les 4e et 5e quittent l'Égypte en juin 1916. Wrigley est mobilisé avec la 3e division, qui est la dernière à arriver. Cette unité, qui est également connue jusqu'en 1918 sous le nom d'escadron no 69 ou Royal Flying Corps, est formée en Australie en mars 1916 puis transférée en Angleterre afin de suivre un entraînement complémentaire. Opérant avec une Royal Aircraft Factory R.E.8, la 3e division est engagée uniquement dans les missions de reconnaissance, de ravitaillement et d'appui aérien rapproché. Après s'être promu au rang de capitaine, Wrigley reçoit la Distinguished Flying Cross pour son « dévouement exceptionnel à son devoir contre l'infanterie ennemie », le 29 octobre 1918. Cet honneur est promulgué dans la London Gazette du 3 juin 1919. C'est également pendant cette période qu'il partage avec ses collègues ses points de vue sur le principe du combat aérien, en affirmant entre autres que la plupart des avions de guerre sont « impossibles à combattre » et que les officiers supérieurs sont « trop occupés à apprendre aux pilotes comment redescendre de leurs avions d'entraînement sans se casser le cou »,.

## Durant l'entre-deux-guerres
Pour un article plus général, voir Entre-deux-guerres.

### Exploits dans l'aviation civile

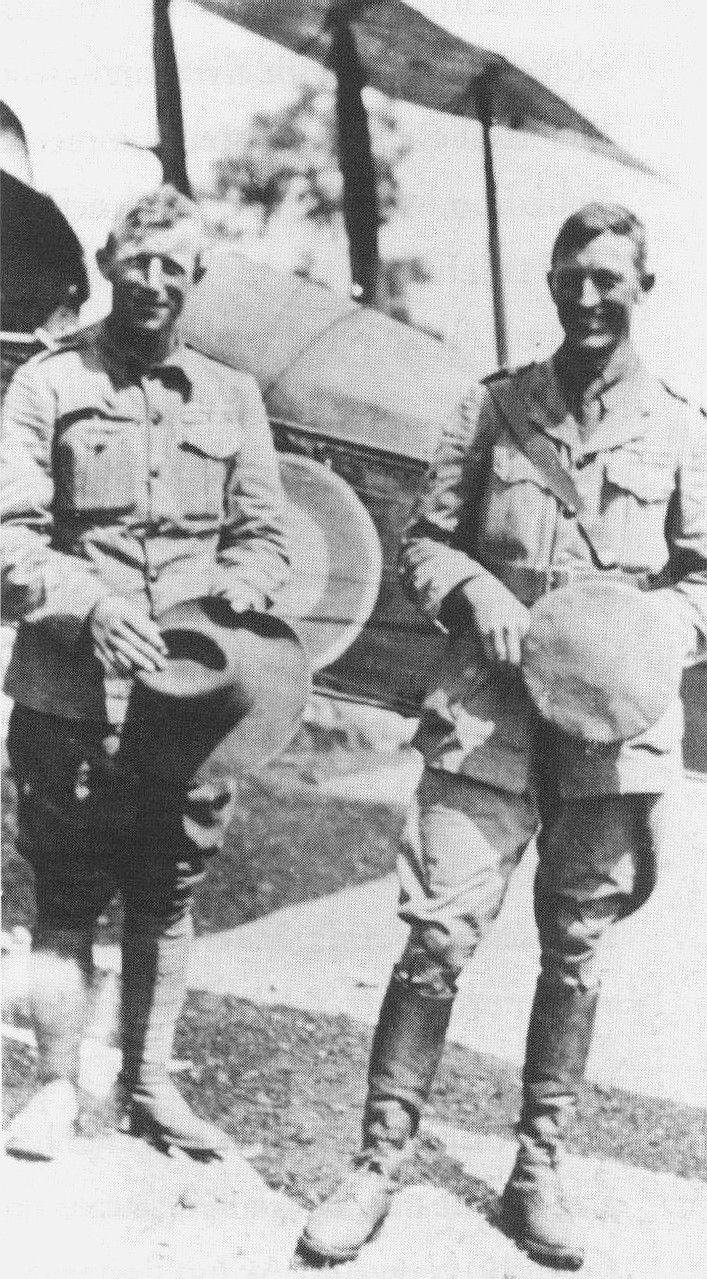
Le capitaine Wrigley (à droite) avec le sergent Murphy, en 1919.

Wrigley est chargé du commandement de l'escadron no 3 en janvier 1919 et retourne en Australie le 6 mai,. Plus tard dans la même année, il participe au premier vol transcontinental de l'histoire de l'aviation australienne, reliant Melbourne et Darwin, qui coïncide cependant avec le premier vol reliant l'Angleterre et l'Australie. Accompagné de son mécanicien et ancien camarade d'école, le sergent Arthur « Spud » Murphy, il quitte Point Cook le 16 novembre et arrive à Port Darwin le 12 décembre, parcourant 4 500 kilomètres pour une totale de quarante-sept heures de vol. Les deux hommes volent à bord d'une Royal Aircraft Factory B.E.2, sans radio et traversant pas moins de 17 champs d'atterrissage avant d'atteindre Darwin,. Wrigley est ravi d'avoir son ami Murphy comme copilote, mais pense que l'avion est « obsolète, même pour des vols d'entraînement », tout en admettant que « l'avion était structurellement solide. » En reconnaissance de leur exploit, les deux hommes reçoivent chacun l'Air Force Cross, honneur rapporté dans The London Gazette le 12 juin 1920. Le danger de ce périple est tel que, pendant la préparation du vol retour, ils reçoivent un télégramme du département de la Défense leur ordonnant de démanteler la BE2 et de finir le trajet par bateau.
En novembre 1927, il participe au premier vol de nuit qui relie Sydney et Melbourne. Quittant alors la station RAAF de Richmond à bord d'une Airco DH.9, Wrigley et son copilote volent pendant plus de six heures et parcourent 555 kilomètres lorsqu'une ligne de carburant brisée les oblige à atterrir. Ils poursuivent néanmoins le voyage le lendemain matin.

### Entrée dans la Force aérienne royale australienne
Le 1er janvier 1920, alors âgé de 28 ans, Wrigley est transféré à l'Australian Air Corps (AAC), une organisation temporaire formée par l'armée à la suite de la dissolution de l'Australian Flying Corps après la Première Guerre mondiale. Il est nommé adjudant au Central Flying School le mois suivant. En 1921, il rejoint la Force aérienne royale australienne (RAAF) avec le grade de Flight lieutenant. Surnommé « Wrig », il fait partie des 21 officiers qui fondent la RAAF en mars de la même année,. Au cours des sept années suivantes, il occupe divers postes d'administrateur au siège de l'organisation à Melbourne, se faisant au début attribuer le poste de staff officer au sein du Director of Personnel and Training. Le 5 juillet 1922, Wrigley épouse Marjorie Rees, avec qui il aura un fils et une fille ; le même mois, il remplace le flight lieutenant Frank McNamara au poste de Staff Officier (opérations et renseignements). Il occupe aussi la fonction d'instructeur principal de vol de la RAAF de mars 1923 à avril 1925, période pendant laquelle il est promu chef d'escadron, avant d'être nommé Director of Organisation and Staff Duties,. 

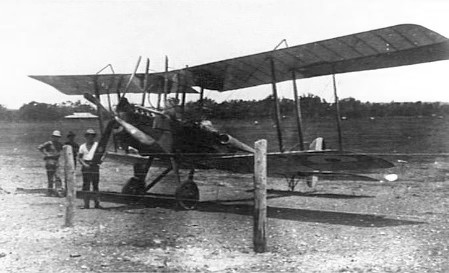
La Royal Aircraft Factory B.E.2 piloté par Wrigley lors du premier vol trans-australien en 1919.

Wrigley se rend ensuite en Angleterre en 1928 afin d'assister au RAAF Staff College à Andover, devenant ainsi l'un des premiers officiers australiens à effectuer ce parcours. Resté en Angleterre, il est nommé agent de liaison aérien australien auprès du ministère de l'Air en 1929. En octobre, il entame une négociation avec le British Air Council afin de discuter d'une proposition visant à attribuer à la RAAF la devise de la Royal Air Force, Per Ardua Ad Astra ; l'approbation informelle de la RAF est accordée par lettre adressée à Wrigley en mars 1930. De retour en Australie, il devient directeur des opérations et du renseignement au siège de la RAAF en octobre 1930 et directeur des fonctions de l'organisation du personnel en décembre 1931. Il est également promu au grade de Wing commander en décembre 1932. En 1935, il publie un récit racontant les exploits de son ancienne unité, le 3e escadron, intitulé The Battle Below, qui est considéré comme un point de vue marginal sur l'appui aérien rapproché durant la Première Guerre mondiale,. Il est par ailleurs promu group captain en juillet 1936 et est nommé au poste de commandant de la station RAAF de Laverton par le group captain McNamara. Wrigley passe ensuite le commandement de la station au group captain Adrian Cole en février 1939, et en mai, il fait partie d'un groupe d'experts chargés d'une enquête sur trois accidents impliquant des Avro Ansons. Le rapport complet de cette enquête, publié en octobre, révèle que le pilote a suivi la formation réglementaire imposée par la RAAF, mais a cependant manqué d'expérience pratique pour pouvoir traiter les incidents en vol, car l'erreur humaine est l'explication logique sur au moins un des accidents.

## Seconde Guerre mondiale
Pour un article plus général, voir Seconde Guerre mondiale.

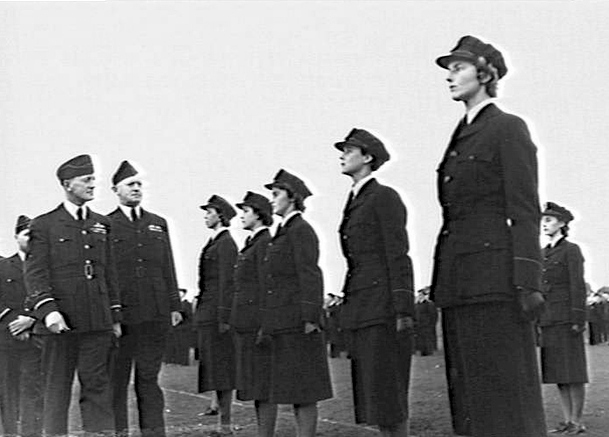
Air vice-marshal Wrigley (devant à gauche) au poste dair member for personnel, en juin 1942.

Dans le cadre d'un remaniement de la RAAF à la suite du déclenchement de la Seconde Guerre mondiale, le groupe no 1 est formé sous le commandement de Wrigley à Melbourne le 20 novembre 1939 afin de superviser les opérations des bases aériennes et des unités dans l'État de Victoria, dans le sud de l'Australie ainsi qu'en Tasmanie,. Promu air commodore en 1940, il occupe d'abord le poste d'air officer commanding (AOC) au Southern area, l'organisation succédant au groupe no 1, avant de prendre le poste d'air member for personnel (AMP) en novembre de la même année,. Il est ensuite élevé au titre de Commandant de l'ordre de l'Empire britannique durant les New Year Honours de 1941. En tant qu'AMP, les responsabilités de Wrigley incluent l'organisation de la Women's Auxiliary Australian Air Force (WAAAF), créée le 25 mars 1941, qui est la première branche militaire féminine d'un service armé dans le pays. Il estime par ailleurs que le recrutement des femmes au service militaire est essentiel pour augmenter le personnel sur le terrain, nécessaire dans le soutien de l'effort de guerre. Il présume également que, si une telle organisation doit être séparée de la RAAF, ses membres doivent être parfaitement intégrés dans cette nouvelle structure.
Le chef du personnel aérien (CAS) est à cette époque un officier de la Royal Air Force, le Air Chief Marshal Sir Charles Burnett, qui espère voir sa fille Sybil-Jean, vétéran de la Women's Auxiliary Air Force de Grande-Bretagne, prendre la tête de la WAAAF. Wrigley plaide avec succès contre ce choix, expliquant à Burnett qu'il y a déjà eu suffisamment de non-australiens nommés CAS,. Le 21 mai, il nomme Clare Stevenson à la tête de la WAAAF, remplaçant Mary Bell, épouse d'un group captain de la RAAF. Wrigley choisit Stevenson à cause de ses riches expériences dans le domaine de la gestion (au moment de la nomination, elle est directrice exécutive de la société Berlei) et surtout parce qu'elle n'est pas issue de la « société ». Bell, proposée au poste de directrice adjointe, démissionne de la WAAAF en apprenant la nomination de Stevenson, mais Wrigley réussit malgré tout à la convaincre de prendre le poste. Entre-temps, il joue un rôle de premier plan dans le développement du Air Training Corps, fondé en avril 1941 afin de faciliter l'entraînement de base des jeunes de seize à dix-huit ans qui désirent s'enrôler dans la RAAF,.

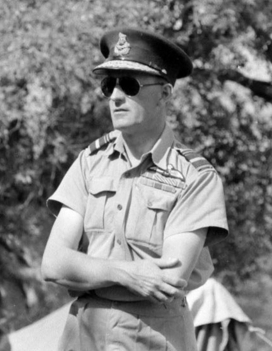
Wrigley en Sicile, en septembre 1943.

La promotion au grade de air vice-marshal de Wrigley est annoncée en mai 1941, ce qui fait de lui le troisième membre de la RAAF — après Richard Williams et Stanley Goble — à atteindre ce rang. En septembre 1942, il est muté à Londres pour remplacer Frank McNamara au poste de AOC aux RAAF Overseas Headquarters,. Il est cependant en concurrence directe avec le air marshal Williams pour l'attribution de ce poste. Williams, qui a commandé le Overseas Headquarters à sa création en décembre 1941, est quant à lui nommé représentant de la RAAF à Washington, laissant à McNamara la charge du bureau de Londres jusqu'à l'arrivée de Wrigley. Le ministre de l'armée de l'air, Arthur Drakeford, est en faveur de la nomination de Williams aux commandes des bureaux de la RAAF aux États-Unis et au Royaume-Uni alors que Wrigley est récemment muté à Londres. Le journal intime de Wrigley mentionne que lorsque Williams retourne à Londres en octobre 1942 afin d'assister à la réunion pour l'attribution du poste, il commence à « peser de son poids » pour « s'introniser AOC, voire AOC en chef de toutes les unités RAAF à l'extérieur de l'Australie et le sud-ouest du Pacifique. » Bien que Williams quitte l'Angleterre en janvier 1943, la question n'est réglée qu'au milieu de l'année après que l'air vice-marshal George Jones suggère à Williams qu'il n'est pas pratique pour lui de commander à la fois les bureaux de Londres et de Washington.
En tant qu'AOC du Overseas Headquarters, Wrigley est chargé de veiller aux intérêts des pilotes australiens stationnés en Europe et au Moyen-Orient, en étroite collaboration avec le ministère de la Défense aérienne britannique et le gouvernement australien, concernant surtout les développements techniques et la gérance des informations sur la guerre du Pacifique. Il est également chargé de négocier des termes du Plan d'entraînement aérien du Commonwealth britannique (EATS). Son rôle a cependant peu d'influence sur le déploiement du personnel australien lors de l'offensive aérienne en Europe, qui est soumise à la politique de la Royal Air Force,. Selon la série d'ouvrages intitulée L'Australie dans la guerre de 1939-1945, Wrigley et ses prédécesseurs ne pouvaient que « retarder les forces centrifuges affectant la disposition australienne et éliminer les pires difficultés administratives découlant d'une large dispersion. »

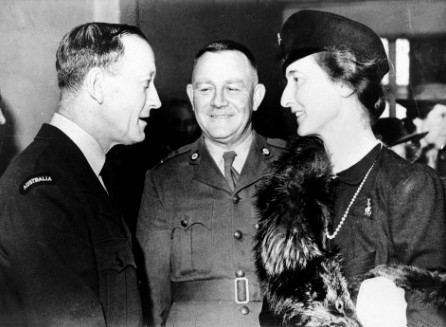
Wrigley (à gauche) avec le brigadier C.F. Langley et Lady Somers à l'ouverture du Somers House, en mai 1945.

Wrigley devient une figure familière et populaire pour les milliers d'aviateurs australiens affectés à Londres pendant la guerre, dont un diplômé de l'EATS qui déclare : « Sous les ordres du vice-maréchal de l'Air Wrigley, nous avons effectué un service formidable. J'étais en Afrique du Nord, en Italie, en Sardaigne, en Corse et ensuite au Royaume-Uni. Nous recevions toujours nos courriers, nous avions un certain confort. »
En mars 1943, après les négociations qui ont débuté l'année précédente, Wrigley signe un rapport du EATS qui reconnaît les « aspirations nationales » de l'Australie en ce qui concerne la concentration de ses aviateurs dans les escadrons par opposition à ceux des unités de la Royal Air Force, en vue de promotions et mutations justifiées pour le personnel australien, ainsi qu'une augmentation de salaire et autres « compensations » qui sont préalablement confirmées par les hauts dirigeants de la RAAF. Le rapport officiel soutient en outre que « pour la plupart des cas, l'Australie était encore restée à la poursuite d'un rêve plutôt que d'une réalité », autant de clauses dans l'accord sont « soumises à des exigences opérationnelles » et ne doivent être appliquées que dans la mesure du possible. Il se rend en Méditerranée en septembre et visite le 459e escadron au Moyen-Orient en passant par la Sicile pour interviewer le personnel au sol de l'escadron no 450 à propos du rapport du EATS. Sa présence aurait permis de désamorcer une situation tendue qu'a engendré ce rapport,.
Le fils de Wrigley, Ronald, s'enrôle dans la Royal Australian Navy en septembre 1944 et y sert jusqu'à sa démobilisation en 1946. La fin des hostilités en Europe le 7 mars 1945 soulève un défi logistique majeur pour Wrigley en tant qu'administrateur responsable du rapatriement de quelque 13 500 employés de la RAAF répartis dans toute la Grande-Bretagne, en Méditerranée ainsi qu'en Australie, dont seulement une minorité appartient aux escadrons australiens, la grande partie étant affectée au service des établissements de la Royal Air Force. « La tâche a été résolue énergiquement », selon le rapport officiel ; moins de 1 000 membres de la RAAF sont encore dans les unités de la Royal Air Force avant le 1er septembre ; le rapatriement se poursuit au cours de l'année suivante.

## Retrait de la vie militaire
À l'instar des autres hauts commandants et anciens combattants de la Première Guerre mondiale, Wrigley est retiré sommairement de la RAAF en 1946, dans le cadre d'une nouvelle politique qui vise à remplacer les « vieux » hauts gradés par des officiers plus jeunes et plus compétents,. Offensé par cette décision, il est d'autant plus officiellement déchargé de ses fonctions militaires le 6 juin,. Il a donc servi comme AOC pendant quatre ans, de septembre 1942 jusqu'en juin 1946.

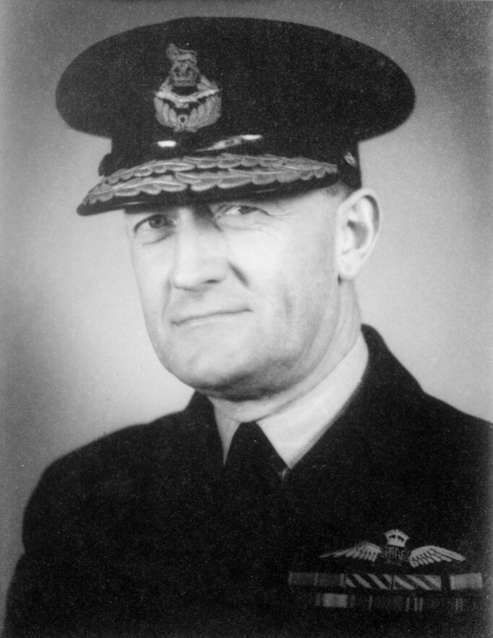
Henry Wrigley le 25 octobre 1944.

Il a par la suite du mal à trouver un emploi civil : « Au moment où je suis revenu, tous les emplois intéressants étaient tous pris, non seulement par les anciens combattants de l'armée de l'air, mais aussi par ceux qui sont restés ici durant la guerre. » Après une tentative infructueuse dans le commerce de détail, il gagne finalement sa vie « en exerçant des emplois administratifs pendant quelques années. » Il est néanmoins nommé vice-maréchal d'honneur en juillet 1956 et, en 1966, devient le dirigeant de la Fondation Victorienne d'Outre-Mer et plus tard fiduciaire. Il publie ensuite Aircraft and Economic Development : The RAAF Contribution par le biais de la Royal Aeronautical Society en 1969. En mars 1971, il fait partie d'un groupe restreint de membres fondateurs encore vivants de la RAAF qui sont invités à assister à un dîner de gala à l'hôtel Canberra pour marquer le Jubilé d'or du service,. Parmi les autres invités présents lors de cette célébration, il y a le maréchal de l'air Sir Richard Williams, le vice-maréchal Bill Anderson, le air commodore Hippolyte De La Rue ainsi que le Commandant d'escadre Sir Lawrence Wackett. Après la mort de sa première épouse Marjorie, Wrigley épouse en secondes noces Zenda Edwards le 5 janvier 1972. En décembre 1979, il est l'invité d'honneur des célébrations marquant le 60e anniversaire du premier vol transcontinental de l'histoire de l'aviation australienne. La RAAF lui accorde alors le privilège d'un vol spécial reliant Point Cook et Darwin pour commémorer son voyage historique de 1919 avec Arthur Murphy. Il écrit également une histoire de la branche victorienne de l'United Services en 1980.
Wrigley meurt à Melbourne à l'âge de quatre-vingt-quinze ans, le 14 septembre 1987.

## Héritage

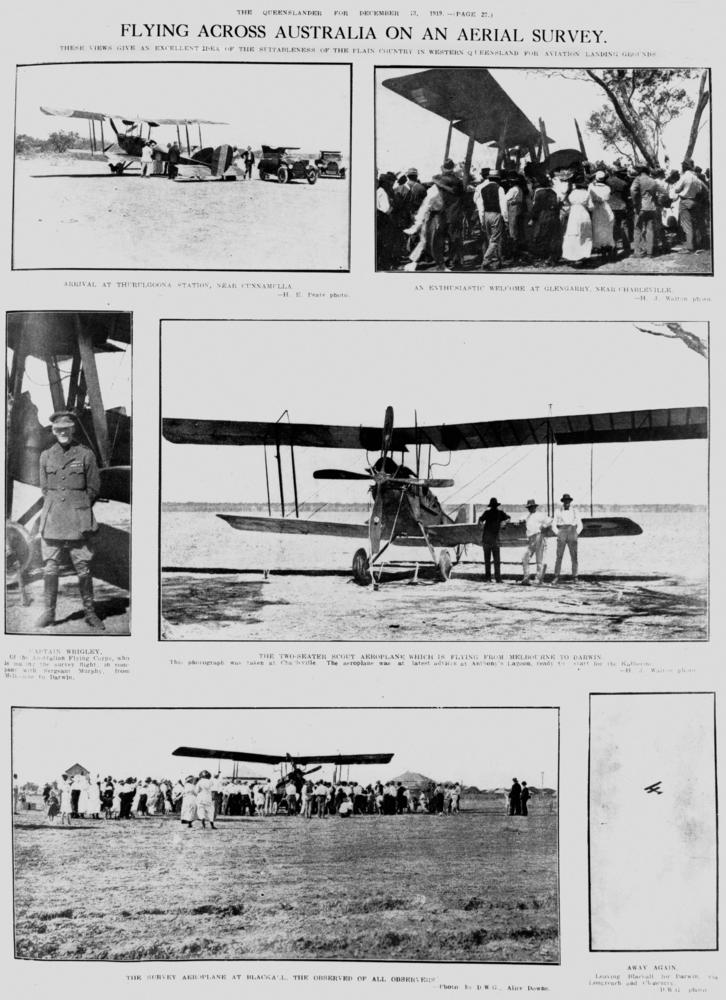
En effectuant le premier vol transcontinental d'Australie, Wrigley est considéré jusqu'à nos jours comme un pionnier de l'aviation australienne.

Tout au long de sa vie, Wrigley est connu comme un « preneur de notes invétéré », ayant amassé une vaste documentation concernant la théorie et la pratique de la suprématie aérienne, sur laquelle il donne des conférences à ses collègues de la RAAF au cours des années 1920. Les concepts qu'il étudie incluent la supériorité aérienne, la nécessité de séparer les forces aériennes des autres branches des forces armées, la mise en valeur du contrôle de l'espace aérien comme moyen majeur lors d'éventuelles offensives militaires ainsi que le remplacement, par les forces aériennes, des troupes au sol. Tout en plaidant pour l'indépendance du corps de l'armée de l'air, Wrigley  dissipe rapidement les rumeurs selon lesquelles il « arriverait simplement Dieu sait où, jetterait ses bombes Dieu sait où et partirait de nouveau Dieu sait où », soulignant ainsi l'utilité incontestable de la coopération entre l'armée et la marine, dans le respect de la politique gouvernementale. Il est d'ailleurs crédité comme ayant fondé les bases de la doctrine moderne de la puissance aérienne de la RAAF, qui a engendré en 1990 le Air Power Manual, un document exposant les principes de la RAAF dans ses stratégies de défense aérienne. En 1996, l'ancienne résidence de Wrigley à l'époque où il était commandant de la RAAF Station à Laverton avant la Seconde Guerre mondiale est baptisée Wrigley House en son honneur. Une rue porte également son nom, la Henri Wrigley Drive, près de l'aéroport international de Darwin. En mars 2010, le chef de la Force aérienne royale australienne, le air vice-marshal Mark Binskin crée le prix AVM H.N. Wrigley pour récompenser les résultats des analyses de la suprématie aérienne, dans le cadre du Chief of Air Force Essay Competition.

## Œuvres
- (en) H. N. Wrigley, The Battle Below : Being the History of No. 3 Squadron, Australian Flying Corps, Sydney, Errol G. Knox, 1935 (OCLC 2634858).
- (en) H. N. Wrigley, Aircraft and Economic Development : The RAAF Contribution, Adelaide, Royal Aeronautical Society, 1969 (OCLC 219848501).

La veuve de Wrigley lègue vingt volumes de ses écrits, cartes et photographies au RAAF Museum de Point Cook après son décès, qui sont édités et publiés par le air commodore Brendan O'Loghlin et le chef d'Escadre Alan Stephens, :
- (en) Alan Stephens (dir.) et Brendan O'Loghlin (dir.), The Decisive Factor : Air Power Doctrine by Air Vice-Marshal H.N. Wrigley, Canberra, Australian Government Publishing Service, 1990 (ISBN 0-644-12770-8, lire en ligne).